# 1963年のAFL
1963年のAFLは、1970年にNFLと合併したAFLの4年目のシーズンである。
第3回AFLチャンピオンシップは、サンディエゴ・チャージャーズがボストン・ペイトリオッツを、51対10で破り、チャンピオンに輝いた。

## 概要
AFLは8チームで構成され、2つの地区に分けられ、各チームはホーム・アンド・アウェーで他の7チームと対戦し、計14試合のシーズンを戦った。そして、各地区の1位（同率首位の場合はプレイオフで決定）がチャンピオンシップで戦い、AFLチャンピオンを決定した。

## 順位表
| 東地区                    |    |    |    |      |      |      |
| チーム                    | 勝 | 敗 | 分 | 率   | 得点 | 失点 |
| *ボストン・ペイトリオッツ | 7  | 6  | 1  | .538 | 327  | 257  |
| バッファロー・ビルズ      | 7  | 6  | 1  | .538 | 304  | 291  |
| ヒューストン・オイラーズ  | 6  | 8  | 0  | .429 | 302  | 372  |
| ニューヨーク・ジェッツ    | 5  | 8  | 1  | .385 | 249  | 399  |

| 西地区                        |    |    |    |      |      |      |
| チーム                        | 勝 | 敗 | 分 | 率   | 得点 | 失点 |
| *サンディエゴ・チャージャーズ | 11 | 3  | 0  | .786 | 399  | 255  |
| オークランド・レイダース      | 10 | 4  | 0  | .714 | 363  | 282  |
| カンザスシティ・チーフス      | 5  | 7  | 2  | .417 | 347  | 263  |
| デンバー・ブロンコス          | 2  | 11 | 1  | .154 | 301  | 473  |

* — AFLチャンピオンシップゲームに進出

## プレイオフ
- 東地区プレイオフ（1963年12月28日、ニューヨーク州バッファロー ウォー・メモリアル・スタジアム）
  - ボストン・ペイトリオッツ 26 - 8 バッファロー・ビルズ

- AFLチャンピオンシップゲーム（1964年1月5日、カリフォルニア州サンディエゴ バルボア・スタジアム）
  - サンディエゴ・チャージャーズ 51 - 10 ボストン・ペイトリオッツ